# Gneo Senzio Saturnino (console 41)
Gneo Senzio Saturnino il Giovane (... – I secolo) fu console insieme all'imperatore Caligola nel 41.
Quando Caligola venne assassinato egli fece un discorso in Senato con il quale salutò il ritorno della libertà, invitando i suoi colleghi senatori a preservarla. Egli si preparò insieme ad un altro senatore, Pomponio Secondo, a opporsi all'elezione di Claudio al soglio imperiale, ma quest'ultimo riuscì a ottenere alla fine l'appoggio senatorio. Lo storico Eutropio indica Senzio come uno dei comandanti coinvolti nella conquista della Britannia.